# Ora (album Gigi D'Alessio)
Ora è il quindicesimo album in studio del cantautore italiano Gigi D'Alessio, pubblicato il 19 novembre 2013.

## Descrizione
Contiene 11 brani inediti, tra cui Ora, il primo singolo estratto e in rotazione radiofonica dal 27 settembre 2013. Il secondo singolo estratto è stato Notti di lune storte, che vede la partecipazione di Enzo Avitabile.
Nel disco D'Alessio collabora con Mogol al testo di Serpente a sonagli.

## Tracce
Testi e musiche di Gigi D'Alessio, eccetto dove indicato.
1. Prima o poi – 3:55 (Gigi D'Alessio, Vincenzo Schiavone)
2. Notti di lune storte (feat. Enzo Avitabile) – 3:32
3. Prova a richiamarmi amore – 3:58
4. Ora – 4:10
5. Cosa te ne fai di un altro uomo – 4:55
6. Il falco e la rondine – 3:36 (musica: Gigi D'Alessio, Vincenzo Schiavone)
7. Occhi nuovi – 3:31
8. SOS – 3:55 (testo: Gigi D'Alessio, Enzo Rossi – musica: Adriano Pennino)
9. Suonatori e non eroi – 3:50
10. Serpente a sonagli (feat. Anna Tatangelo) – 3:40 (testo: Mogol)
11. Si turnasse a nascere – 3:26

## Formazione
- Gigi D'Alessio – voce, chitarra acustica
- Pino Palladino – basso
- Alfredo Golino – batteria
- Michael Thompson – chitarra
- Adriano Pennino – tastiera

## Classifiche

### Classifiche
| Classifica (2013) | Posizione massima |
| ----------------- | ----------------- |
| Italia            | 2                 |